# Oxytropis nigrescens
Oxytropis nigrescens är en ärtväxtart som först beskrevs av Pall., och fick sitt nu gällande namn av Dc. Oxytropis nigrescens ingår i släktet klovedlar, och familjen ärtväxter.

## Underarter
Arten delas in i följande underarter:
- O. n. nigrescens
- O. n. uniflora

## Bildgalleri

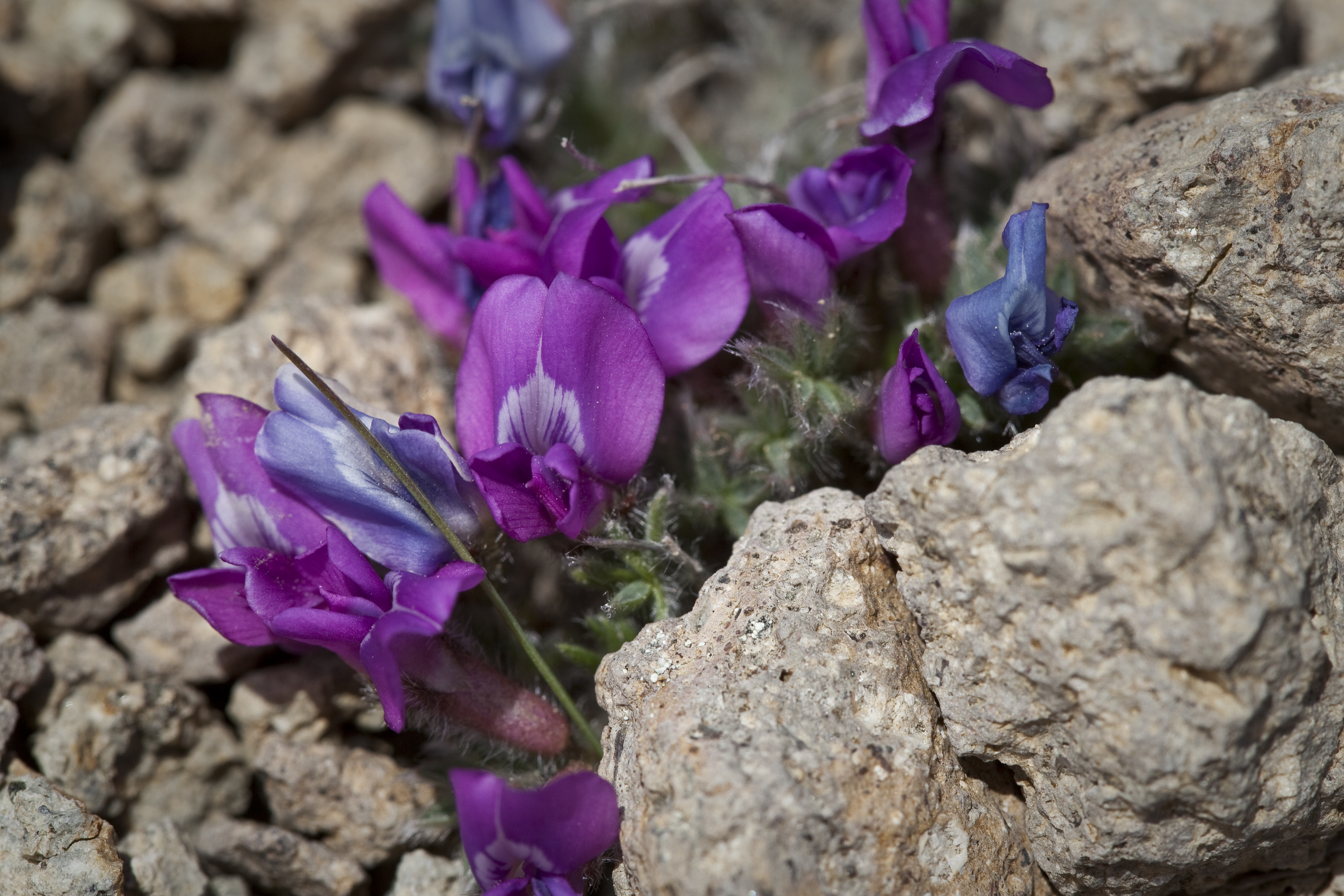
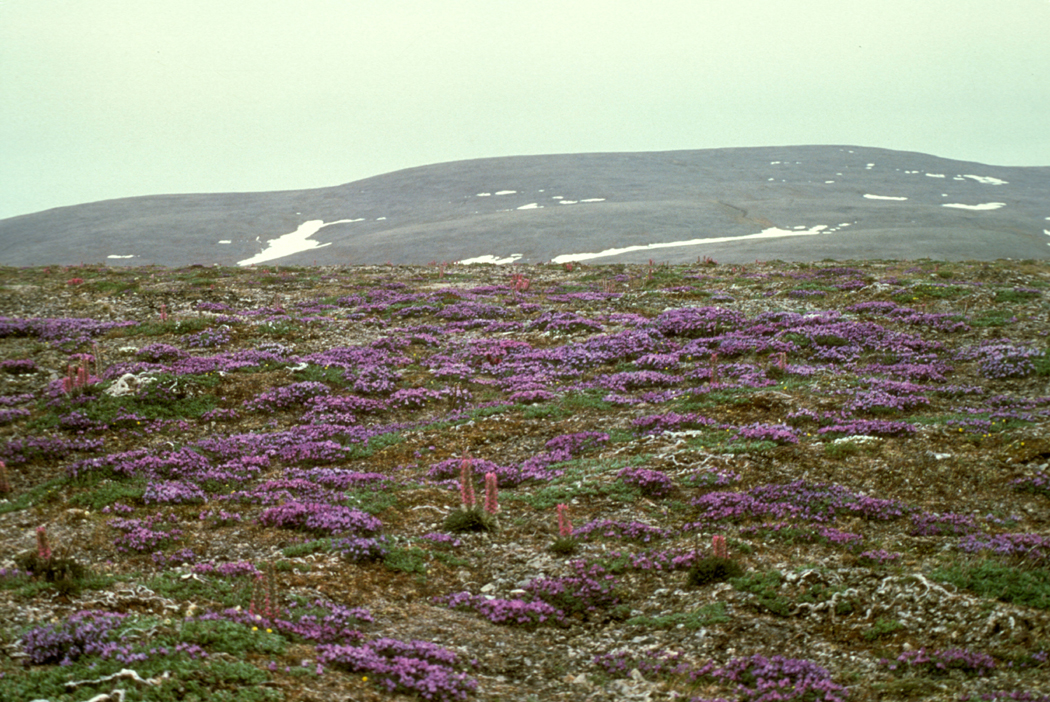